# Alioth

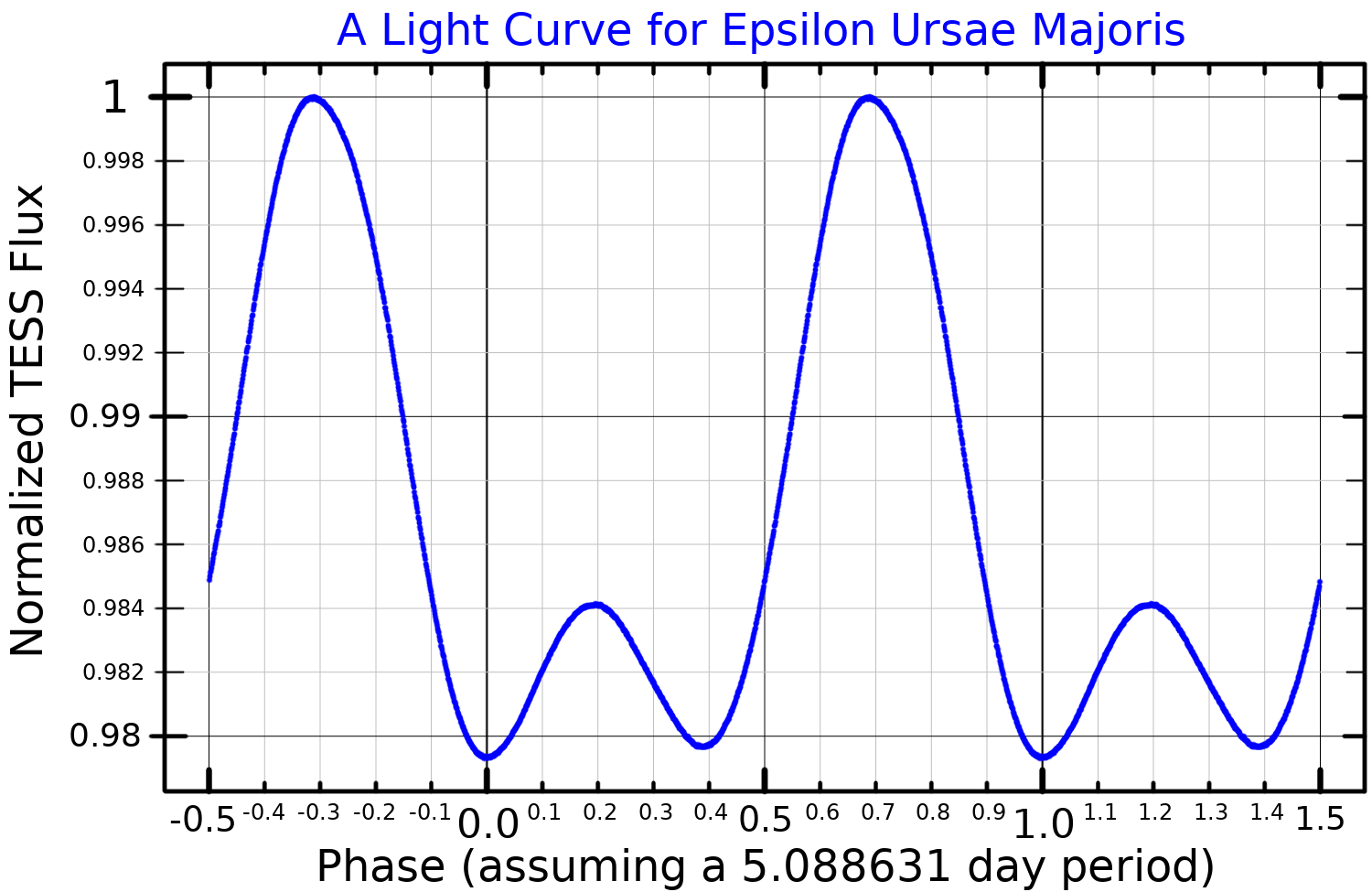
Lichtkromme van Alioth

Alioth (epsilon Ursae Majoris, ε UMa / ε Ursae Majoris) is de helderste ster in het sterrenbeeld Grote Beer (Ursa Major). Zijn helderheid is 1,76 en hiermee is Alioth de 31ste helderste ster aan het firmament. De naam "Alioth" is afkomstig van het Arabisch woord "alyat" (dikke staart van een schaap). In het Chinees staat deze ster bekend als 北斗五 (de vijfde ster van de Grote Beer) of 玉衡 (de ster van de jadetelescoop).
Volgens de ESA satelliet Hipparcos bevindt Alioth zich op 82,5 lichtjaar (25,3 parsec) van de Aarde. Deze ster behoort tot de spectraalklasse A0p. De "p" (van peculiar) hierin betekent dat deze ster iets aparts heeft, zijn spectrum is karakteristiek voor een veranderlijke ster van het type Alpha2 Canum Venaticorum. De helderheid van Alioth varieert met een periode van 5,1 dag (de rotatieperiode van de ster) en met een amplitude van 0,02 magnitude. Het magnetisch veld van Alioth maakt een vrij grote hoek (bijna 90°) met de rotatieas en doordat chemische elementen in de atmosfeer van de ster van elkaar gescheiden worden, vertoont Alioths spectrum vreemde lijnen. Deze veranderen met dezelfde periode van 5,1 dag al naargelang welke "zone" in de atmosfeer naar ons toe is gericht.
Een recente studie suggereert evenwel dat deze variatie van 5,1 dag veroorzaakt kan zijn door een grote planeet met een massa van ongeveer 14,7 maal die van Jupiter die zich beweegt in een excentrieke baan (e = 0,5) op een gemiddelde afstand van 0,055 astronomische eenheden.
Alioth heeft een relatief zwak magnetisch veld, ongeveer 15 maal zo zwak als Cor Caroli, maar toch 100 maal zo sterk als het magnetisch veld van de Aarde.